# Coupe de France de basket-ball 2019-2020
Navigation
2018-2019 2020-2021
La Coupe de France de basket-ball 2019-2020 est la 43e édition de la Coupe de France, également dénommée Trophée Robert Busnel, en hommage à Robert Busnel, basketteur international français décédé en 1991. Elle oppose 66 équipes professionnelles et amatrices françaises sous forme d'un tournoi à élimination directe et se déroule de septembre 2019 à avril 2020. La finale devait avoir lieu le 25 avril 2020 à l'AccorHotels Arena dans le cadre des Finales 2020 des Coupes de France, organisées chaque année par la FFBB.
La compétition est arrêtée au cours du mois de mars en raison de la pandémie de Covid-19 en France.

## Calendrier[1]
| Tour | Nom                      | Dates                    | Participants                                                                                               |
| ---- | ------------------------ | ------------------------ | --- |
| 1    | Tour préliminaire        | Mardi 17 septembre 2019  | 8 équipes de Jeep Élite                                                                                    |
| 1    | 64e de finale            | Mardi 17 septembre 2019  | 4 équipes de Jeep Élite 18 équipes de Pro B 27 équipes de NM1 (hors CFBB) 3 équipes issues du Trophée 2017 |
| 2    | 32e de finale            | Mercredi 16 octobre 2019 | 6 équipes de Jeep Élite 26 équipes issues des 64e de finale                                                |
| 3    | 16e de finale            | Mercredi 6 novembre 2019 | 16 équipes issues du tour précédent                                                                        |
| 4    | 8e de finale             | Mercredi 22 janvier 2020 | 8 équipes issues du tour précédent                                                                         |
| 5    | Top 8 Quarts de finale   | Samedi 21 mars 2020      | 4 équipes issues du tour préliminaire 4 équipes issues du tour précédent                                   |
| 6    | Top 8 Demi-finales       | Dimanche 22 mars 2020    | 4 équipes issues du tour précédent                                                                         |
| 7    | Finale AccorHotels Arena | Samedi 25 avril 2020     | 2 équipes issues du tour précédent                                                                         |

## Tour préliminaire
Ce tour se dispute le 17 septembre 2019, entre les huit équipes ayant participé aux playoffs de Pro A la saison dernière. Les vainqueurs se qualifient directement pour les quarts de finale du Top 8. Le tirage de ce tour est annoncé le 21 juin 2019 par la FFBB.
| 17 septembre 2019 20h00 | Rapport | SIG Strasbourg (Jeep Élite)                        | 80–75 | ASVEL Lyon-Villeurbanne (Jeep Élite) |  | Rhénus Sport, Strasbourg Affluence : 4 307 |
| 17 septembre 2019 20h00 | Rapport | Score par quart-temps : 16-11, 16-15, 19-22, 29-27 |       |                                      |  | Rhénus Sport, Strasbourg Affluence : 4 307 |

| 17 septembre 2019 20h00 | Rapport | Limoges CSP (Jeep Élite)                           | 98–95 | EB Pau-Lacq-Orthez (Jeep Élite) |  | Palais des sports de Beaublanc, Limoges Affluence : 4 029 |
| 17 septembre 2019 20h00 | Rapport | Score par quart-temps : 24-28, 29-19, 20-18, 25-30 |       |                                 |  | Palais des sports de Beaublanc, Limoges Affluence : 4 029 |

| 17 septembre 2019 20h00 | Rapport | JDA Dijon (Jeep Élite)                             | 97–79 | Nanterre 92 (Jeep Élite) |  | Palais des sports Jean-Michel-Geoffroy, Dijon Affluence : 3 000 |
| 17 septembre 2019 20h00 | Rapport | Score par quart-temps : 21-35, 31-14, 27-11, 18-19 |       |                          |  | Palais des sports Jean-Michel-Geoffroy, Dijon Affluence : 3 000 |

| 17 septembre 2019 20h00 | Rapport | Le Mans SB (Jeep Élite)                            | 78–87 | AS Monaco (Jeep Élite) |  | Antarès, Le Mans Affluence : 3 500 |
| 17 septembre 2019 20h00 | Rapport | Score par quart-temps : 15-35, 20-20, 20-12, 23-20 |       |                        |  | Antarès, Le Mans Affluence : 3 500 |

## Soixante-quatrièmes de finale
Ce tour se dispute entre le 10 et le 17 septembre 2019. Le tirage de ce tour est annoncé le 6 août 2019 par la FFBB.
| 10 septembre 2019 20h00 | Rapport | Cergy-Pontoise BB (NM2)                          | 61–54 | CEP Lorient (NM1) |  | Complexe Sportif des Maradas, Pontoise Affluence : 50 |
| 10 septembre 2019 20h00 | Rapport | Score par quart-temps : 23-12, 8-15, 16-8, 14-19 |       |                   |  | Complexe Sportif des Maradas, Pontoise Affluence : 50 |

| 14 septembre 2019 20h00 | Rapport | Saint-Quentin BB (Pro B)                          | 59–60 | Caen Basket Calvados (NM1) |  | Palais des Sports Pierre Ratte, Saint-Quentin Affluence : 1 500 |
| 14 septembre 2019 20h00 | Rapport | Score par quart-temps : 11-20, 19-20, 17-13, 12-7 |       |                            |  | Palais des Sports Pierre Ratte, Saint-Quentin Affluence : 1 500 |

| 14 septembre 2019 20h00 | Rapport | SO Pont-de-Chéruy CC (NM1)                        | 63–69 | US Avignon-Le Pontet (NM1) |  | Salle Stéphane, Pont-de-Chéruy Affluence : 200 |
| 14 septembre 2019 20h00 | Rapport | Score par quart-temps : 12-19, 16-20, 21-8, 14-22 |       |                            |  | Salle Stéphane, Pont-de-Chéruy Affluence : 200 |

| 15 septembre 2019 17h00 | Rapport | ALSB Andrézieux-Bouthéon (NM1)                     | 59–73 | Olympique d'Antibes (Pro B) |  | Palais des Sports, Andrézieux-Bouthéon Affluence : 356 |
| 15 septembre 2019 17h00 | Rapport | Score par quart-temps : 15-16, 14-19, 20-18, 10-20 |       |                             |  | Palais des Sports, Andrézieux-Bouthéon Affluence : 356 |

| 16 septembre 2019 20h00 | Rapport | Stade de Vanves Basket (NM1)                       | 74–93 | Cholet Basket (Jeep Élite) |  | Salle André Roche, Vanves Affluence : 225 |
| 16 septembre 2019 20h00 | Rapport | Score par quart-temps : 19-24, 18-24, 19-22, 18-23 |       |                            |  | Salle André Roche, Vanves Affluence : 225 |

| 16 septembre 2019 20h00 | Rapport Le Dauphiné | Saint-Vallier BD (NM1)                             | 82–79 | Aix-Maurienne SB (Pro B) |  | Complexe des Deux Rives, Saint-Vallier Affluence : 500 |
| 16 septembre 2019 20h00 | Rapport Le Dauphiné | Score par quart-temps : 25-21, 20-16, 14-26, 23-16 |       |                          |  | Complexe des Deux Rives, Saint-Vallier Affluence : 500 |

| 17 septembre 2019 20h00 | Rapport | BC Gries Oberhoffen (Pro B)                        | 93–84 | Lille MBC (Pro B) |  | Espace Sport La Forêt, Gries Affluence : 500 |
| 17 septembre 2019 20h00 | Rapport | Score par quart-temps : 22-24, 30-21, 20-24, 21-15 |       |                   |  | Espace Sport La Forêt, Gries Affluence : 500 |

| 17 septembre 2019 20h00 | Rapport | BC Orchies (NM1)                                  | 59–66 | AS Denain-Voltaire (Pro B) |  | Davo Pévèle Arena, Orchies Affluence : 876 |
| 17 septembre 2019 20h00 | Rapport | Score par quart-temps : 19-19, 12-18, 16-9, 12-20 |       |                            |  | Davo Pévèle Arena, Orchies Affluence : 876 |

| 17 septembre 2019 20h00 | Rapport | Besançon AC (NM1)                                  | 93–103 | Mulhouse-Pfastatt Basket (NM1) |  | Gymnase des Montboucons, Besançon Affluence : 500 |
| 17 septembre 2019 20h00 | Rapport | Score par quart-temps : 17-17, 28-37, 27-26, 21-23 |        |                                |  | Gymnase des Montboucons, Besançon Affluence : 500 |

| 17 septembre 2019 20h00 | Rapport | AS Kaysersberg Ammerschwihr (NM1)                  | 65–100 | SLUC Nancy (Pro B) |  | Salle Théo-Faller, Kaysersberg Affluence : 300 |
| 17 septembre 2019 20h00 | Rapport | Score par quart-temps : 16-22, 17-25, 14-29, 18-24 |        |                    |  | Salle Théo-Faller, Kaysersberg Affluence : 300 |

| 17 septembre 2019 20h00 | Rapport | SOMB Boulogne (NM1)                                | 69–82 | ESSM Le Portel (Jeep Élite) |  | Palais des sports Damrémont, Boulogne-sur-Mer |
| 17 septembre 2019 20h00 | Rapport | Score par quart-temps : 18-25, 16-20, 18-21, 17-16 |       |                             |  | Palais des sports Damrémont, Boulogne-sur-Mer |

| 17 septembre 2019 20h00 | Rapport | GET Vosges (NM1)                                   | 75–79 | BC Souffelweyersheim (Pro B) |  | Palais des Sports, Épinal |
| 17 septembre 2019 20h00 | Rapport | Score par quart-temps : 15-20, 11-23, 25-23, 24-13 |       |                              |  | Palais des Sports, Épinal |

| 17 septembre 2019 20h00 | Rapport | Aurore de Vitré (NM1)                             | 79–71 | Rueil AC (NM1) |  | Salle de la Poultière, Vitré Affluence : 800 |
| 17 septembre 2019 20h00 | Rapport | Score par quart-temps : 19-27, 23-20, 19-8, 18-16 |       |                |  | Salle de la Poultière, Vitré Affluence : 800 |

| 17 septembre 2019 20h00 | Rapport | STB Le Havre (NM1)                                 | 84–88 | Rouen MB (Pro B) |  | Salle des Docks Océane, Le Havre Affluence : 900 |
| 17 septembre 2019 20h00 | Rapport | Score par quart-temps : 21-24, 20-26, 19-20, 24-18 |       |                  |  | Salle des Docks Océane, Le Havre Affluence : 900 |

| 17 septembre 2019 20h00 | Rapport | ALM Évreux Basket (Pro B)                          | 84–96 | UJAP Quimper (Pro B) |  | Centre Omnisports, Évreux Affluence : 500 |
| 17 septembre 2019 20h00 | Rapport | Score par quart-temps : 23-23, 23-18, 18-29, 20-26 |       |                      |  | Centre Omnisports, Évreux Affluence : 500 |

| 17 septembre 2019 20h00 | Rapport | Vendée Challans Basket (NM1)                      | 74–80 | Paris Basketball (Pro B) |  | Salle Michel-Vrignaud, Challans Affluence : 1 100 |
| 17 septembre 2019 20h00 | Rapport | Score par quart-temps : 25-21, 19-17, 8-25, 22-17 |       |                          |  | Salle Michel-Vrignaud, Challans Affluence : 1 100 |

| 17 septembre 2019 20h00 | Rapport | ADA Blois (Pro B)                                  | 71–74 | Poitiers Basket 86 (Pro B) |  | Salle du Jeu de Paume, Blois Affluence : 1 607 |
| 17 septembre 2019 20h00 | Rapport | Score par quart-temps : 16-21, 18-15, 16-22, 21-16 |       |                            |  | Salle du Jeu de Paume, Blois Affluence : 1 607 |

| 17 septembre 2019 20h00 | Rapport | JSA Bordeaux Métropole (NM1)                       | 67–75 | Nantes Basket Hermine (Pro B) |  | Palais des Sports, Bordeaux Affluence : 1 500 |
| 17 septembre 2019 20h00 | Rapport | Score par quart-temps : 17-26, 12-13, 18-14, 20-22 |       |                               |  | Palais des Sports, Bordeaux Affluence : 1 500 |

| 17 septembre 2019 20h00 | Rapport | Dax Gamarde basket 40 (NM1)                        | 74–83 | Union Tarbes-Lourdes PB (NM1) |  | Salle Maurice-Boyau, Dax Affluence : 350 |
| 17 septembre 2019 20h00 | Rapport | Score par quart-temps : 27-28, 17-19, 18-19, 12-17 |       |                               |  | Salle Maurice-Boyau, Dax Affluence : 350 |

| 17 septembre 2019 20h00 | Rapport | Étoile Angers Basket (NM1)                         | 81–66 | C' Chartres BM (NM1) |  | Salle Jean-Bouin, Angers Affluence : 100 |
| 17 septembre 2019 20h00 | Rapport | Score par quart-temps : 24-13, 15-20, 18-21, 24-12 |       |                      |  | Salle Jean-Bouin, Angers Affluence : 100 |

| 17 septembre 2019 20h00 | Rapport | Stade rochelais Rupella (NM1)                      | 63–67 | Union Tours BM (NM1) |  | Salle Gaston-Neveur, La Rochelle Affluence : 702 |
| 17 septembre 2019 20h00 | Rapport | Score par quart-temps : 16-13, 13-15, 12-19, 22-20 |       |                      |  | Salle Gaston-Neveur, La Rochelle Affluence : 702 |

| 17 septembre 2019 20h00 | Rapport | Toulouse BC (NM1) | 77–98 | Orléans LB (Jeep Élite) |  | Petit palais des Sports, Toulouse |

| 17 septembre 2019 20h00 | Rapport | BC Montbrison (NM2)                                | 71–102 | Chorale Roanne Basket (Jeep Élite) |  | Gymnase André Dubruc, Montbrison Affluence : 500 |
| 17 septembre 2019 20h00 | Rapport | Score par quart-temps : 27-30, 10-23, 11-29, 23-20 |        |                                    |  | Gymnase André Dubruc, Montbrison Affluence : 500 |

| 17 septembre 2019 20h00 | Rapport | Saint-Chamond Basket (Pro B)                       | 81–73 | JA Vichy-Clermont (Pro B) |  | Halle André Boulloche, Saint-Chamond Affluence : 400 |
| 17 septembre 2019 20h00 | Rapport | Score par quart-temps : 24-25, 14-13, 26-14, 17-21 |       |                           |  | Halle André Boulloche, Saint-Chamond Affluence : 400 |

| 17 septembre 2019 20h00 | Rapport | Feurs EF (NM1)                                     | 68–98 | Fos Provence Basket (Pro B) |  | Forezium André-Delorme, Feurs Affluence : 302 |
| 17 septembre 2019 20h00 | Rapport | Score par quart-temps : 21-24, 18-29, 15-24, 14-21 |       |                             |  | Forezium André-Delorme, Feurs Affluence : 302 |

| 17 septembre 2019 20h00 |  | AC Golfe-Juan-Vallauris (NM2) | 20–0 (forfait) | La Charité Basket 58 (NM1) |  | Gymnase Jacques Allinéi, Golfe-Juan |

1. ↑  La Charité a déclaré forfait en raison d'un déplacement trop lointain et trop coûteux[3].

## Trente-deuxièmes de finale
Six équipes de Jeep Élite intègrent la compétition à ce stade de la compétition. Ce tour se dispute entre le 8 et le 16 octobre 2019. Le tirage de ce tour est annoncé le 24 septembre 2019 par la FFBB.
| 8 octobre 2019 20h00 | Rapport | Champagne Châlons Reims Basket (Jeep Élite)        | 81–72 | ESSM Le Portel (Jeep Élite) |  | Palais des sports Pierre de Coubertin, Châlons-en-Champagne Affluence : 900 |
| 8 octobre 2019 20h00 | Rapport | Score par quart-temps : 25-21, 23-19, 14-18, 19-14 |       |                             |  | Palais des sports Pierre de Coubertin, Châlons-en-Champagne Affluence : 900 |

| 14 octobre 2019 20h00 | Rapport | Mulhouse-Pfastatt Basket (NM1)                     | 66–99 | BCM Gravelines Dunkerque (Jeep Élite) |  | Palais des sports, Mulhouse Affluence : 800 |
| 14 octobre 2019 20h00 | Rapport | Score par quart-temps : 15-31, 11-27, 18-27, 22-14 |       |                                       |  | Palais des sports, Mulhouse Affluence : 800 |

| 15 octobre 2019 20h00 | Rapport | BC Souffelweyersheim (Pro B)                       | 56–76 | SLUC Nancy (Pro B) |  | Salle des Sept Arpents, Souffelweyersheim |
| 15 octobre 2019 20h00 | Rapport | Score par quart-temps : 13-24, 18-16, 11-22, 14-14 |       |                    |  | Salle des Sept Arpents, Souffelweyersheim |

| 15 octobre 2019 20h00 | Rapport | AS Denain-Voltaire (Pro B)                       | 83–55 | BC Gries Oberhoffen (Pro B) |  | Salle Jean-Degros, Denain Affluence : 893 |
| 15 octobre 2019 20h00 | Rapport | Score par quart-temps : 32-4, 22-18, 5-19, 24-14 |       |                             |  | Salle Jean-Degros, Denain Affluence : 893 |

| 15 octobre 2019 20h00 | Rapport | Cergy-Pontoise BB (NM2)                          | 46–75 | UJAP Quimper (Pro B) |  | Complexe sportif des Maradas, Pontoise |
| 15 octobre 2019 20h00 | Rapport | Score par quart-temps : 8-25, 8-19, 12-10, 18-21 |       |                      |  | Complexe sportif des Maradas, Pontoise |

| 15 octobre 2019 20h00 | Rapport | Paris Basketball (Pro B)                           | 76–83 | Metropolitans 92 (Jeep Élite) |  | Halle Georges-Carpentier, Paris Affluence : 1 500 |
| 15 octobre 2019 20h00 | Rapport | Score par quart-temps : 21-26, 24-18, 16-19, 15-20 |       |                               |  | Halle Georges-Carpentier, Paris Affluence : 1 500 |

| 15 octobre 2019 20h00 | Rapport | Caen Basket Calvados (NM1)                         | 60–65 | Aurore de Vitré (NM1) |  | Palais des sports, Caen Affluence : 1 500 |
| 15 octobre 2019 20h00 | Rapport | Score par quart-temps : 16-14, 18-13, 12-11, 14-27 |       |                       |  | Palais des sports, Caen Affluence : 1 500 |

| 15 octobre 2019 20h00 | Rapport | Union Tarbes-Lourdes PB (NM1)                     | 48–90 | Orléans LB (Jeep Élite) |  | Palais des sports du quai de l'Adour, Tarbes |
| 15 octobre 2019 20h00 | Rapport | Score par quart-temps : 20-29, 12-24, 6-22, 10-15 |       |                         |  | Palais des sports du quai de l'Adour, Tarbes |

| 15 octobre 2019 20h00 | Rapport | Union Tours BM (NM1)                               | 83–70 | Poitiers Basket 86 (Pro B) |  | Halle Monconseil, Tours Affluence : 650 |
| 15 octobre 2019 20h00 | Rapport | Score par quart-temps : 25-15, 23-10, 17-23, 18-22 |       |                            |  | Halle Monconseil, Tours Affluence : 650 |

| 15 octobre 2019 20h00 | Rapport | Étoile Angers Basket (NM1)                         | 76–93 | Boulazac Basket Dordogne (Jeep Élite) |  | Salle Jean-Bouin, Angers Affluence : 1 000 |
| 15 octobre 2019 20h00 | Rapport | Score par quart-temps : 22-25, 23-26, 15-21, 16-21 |       |                                       |  | Salle Jean-Bouin, Angers Affluence : 1 000 |

| 15 octobre 2019 20h00 | Rapport | Olympique d'Antibes (Pro B)                       | 69–72 | Chorale Roanne Basket (Jeep Élite) |  | Azur Arena, Antibes |
| 15 octobre 2019 20h00 | Rapport | Score par quart-temps : 20-8, 20-19, 10-15, 19-30 |       |                                    |  | Azur Arena, Antibes |

| 15 octobre 2019 20h00 | Rapport | Fos Provence Basket (Pro B)                        | 83–60 | Saint-Chamond Basket (Pro B) |  | Halle des sports Parsemain, Fos-sur-Mer Affluence : 486 |
| 15 octobre 2019 20h00 | Rapport | Score par quart-temps : 19-23, 17-12, 23-10, 23-15 |       |                              |  | Halle des sports Parsemain, Fos-sur-Mer Affluence : 486 |

| 15 octobre 2019 20h00 |  | AC Golfe-Juan-Vallauris (NM2) | 20–0 (forfait) | US Avignon-Le Pontet (NM1) |  |  |

| 15 octobre 2019 20h30 | Rapport | Rouen MB (Pro B)                                                        | 74–83 | Cholet Basket (Jeep Élite) | ap | Kindarena, Rouen Affluence : 2 500 |
| 15 octobre 2019 20h30 | Rapport | Score par quart-temps : 24-17, 12-13, 7-17, 26-22 ; prolongation : 5-14 |       |                            | ap | Kindarena, Rouen Affluence : 2 500 |

| 22 octobre 2019 20h00 | à venir | Nantes Basket Hermine (Pro B) | 70–60 | Élan sportif chalonnais (Jeep Élite) |  |  |

| 29 octobre 2019 20h00 | Rapport | Aix Maurienne Savoie Basket (Pro B)                | 85–87 | JL Bourg-en-Bresse (Jeep Élite) |  | Halle Marlioz, Aix-les-Bains Affluence : 1 000 |
| 29 octobre 2019 20h00 | Rapport | Score par quart-temps : 24-25, 23-17, 16-23, 22-22 |       |                                 |  | Halle Marlioz, Aix-les-Bains Affluence : 1 000 |

1. ↑  Avignon-Le Pontet a déclaré forfait en raison d'une équipe trop diminuée[5].
2. ↑  Saint-Vallier, malgré sa victoire face à Aix-Maurienne en 64e de finale, est pénalisée à cause d'un trop grand nombre de joueurs présents sur la feuille de match. Aix-Maurienne est donc qualifiée pour ce match à la place de Saint-Vallier[6].

## Seizièmes de finale
Ce tour se dispute le 6 novembre 2019. Le tirage de ce tour est annoncé le 17 octobre 2019 par la FFBB.
| 5 novembre 2019 20h00 | Rapport | Fos Provence Basket (Pro B)                        | 81–87 | SLUC Nancy (Pro B) |  | Halle des sports Parsemain, Fos-sur-Mer Affluence : 487 |
| 5 novembre 2019 20h00 | Rapport | Score par quart-temps : 22-24, 22-25, 20-22, 17-16 |       |                    |  | Halle des sports Parsemain, Fos-sur-Mer Affluence : 487 |

| 5 novembre 2019 20h00 | Rapport | Chorale Roanne Basket (Jeep Élite)                 | 82–83 | Boulazac Basket Dordogne (Jeep Élite) |  | Halle André-Vacheresse, Roanne Affluence : 1 317 |
| 5 novembre 2019 20h00 | Rapport | Score par quart-temps : 19-17, 18-23, 22-20, 23-23 |       |                                       |  | Halle André-Vacheresse, Roanne Affluence : 1 317 |

| 5 novembre 2019 20h00 | Rapport | Champagne Châlons Reims Basket (Jeep Élite)        | 94–90 | BCM Gravelines Dunkerque (Jeep Élite) |  | Palais des sports Coubertin, Châlons-en-Champagne Affluence : 8 |
| 5 novembre 2019 20h00 | Rapport | Score par quart-temps : 24-22, 27-26, 17-20, 26-22 |       |                                       |  | Palais des sports Coubertin, Châlons-en-Champagne Affluence : 8 |

| 5 novembre 2019 20h30 | Rapport | Orléans LB (Jeep Élite)                            | 81–82 | Metropolitans 92 (Jeep Élite) |  | Palais des sports, Orléans Affluence : 1 621 |
| 5 novembre 2019 20h30 | Rapport | Score par quart-temps : 20-22, 22-19, 18-23, 21-18 |       |                               |  | Palais des sports, Orléans Affluence : 1 621 |

| 6 novembre 2019 19h00 | Rapport | JL Bourg-en-Bresse (Jeep Élite)                    | 95–88 | Cholet Basket (Jeep Élite) |  | Ekinox, Bourg-en-Bresse |
| 6 novembre 2019 19h00 | Rapport | Score par quart-temps : 23-29, 18-27, 28-14, 26-18 |       |                            |  | Ekinox, Bourg-en-Bresse |

| 6 novembre 2019 20h00 | Rapport | AC Golfe-Juan-Vallauris (NM2)                      | 94–90 | UJAP Quimper (Pro B) |  | Gymnase Allinéi, Golfe-Juan Affluence : 47 |
| 6 novembre 2019 20h00 | Rapport | Score par quart-temps : 21-15, 22-22, 26-24, 25-29 |       |                      |  | Gymnase Allinéi, Golfe-Juan Affluence : 47 |

| 19 novembre 2019 20h00 | Rapport | Aurore de Vitré (NM1)                             | 73–88 | AS Denain-Voltaire (Pro B) |  | Salle de la Poultière, Vitré Affluence : 1 000 |
| 19 novembre 2019 20h00 | Rapport | Score par quart-temps : 18-24, 7-19, 22-28, 26-17 |       |                            |  | Salle de la Poultière, Vitré Affluence : 1 000 |

| 19 novembre 2019 20h00 | Rapport | Union Tours BM (NM1)                               | 59–65 | Nantes Basket Hermine (Pro B) |  | Halle Monconseil, Tours |
| 19 novembre 2019 20h00 | Rapport | Score par quart-temps : 22-20, 11-11, 13-22, 13-12 |       |                               |  | Halle Monconseil, Tours |

## Huitièmes de finale
Ce tour se dispute le 22 janvier 2020. Le tirage au sort est effectué le 20 novembre 2019.
| 21 janvier 2020 20h00 | Rapport | AC Golfe-Juan-Vallauris (NM2)                                     | 60–80                               | Nantes Basket Hermine (Pro B)                                              |  | Gymnase Allinéi, Golfe-Juan Affluence : 90 spectateurs Arbitres : Olivier Maccario et Abdel Hamzaoui |
| 21 janvier 2020 20h00 | Rapport | Score par quart-temps : 21-20, 10-27, 13-22, 16-11                |                                     |                                                                            |  | Gymnase Allinéi, Golfe-Juan Affluence : 90 spectateurs Arbitres : Olivier Maccario et Abdel Hamzaoui |
| 21 janvier 2020 20h00 | Rapport | Score par mi-temps : 31-47, 29-33                                 |                                     |                                                                            |  | Gymnase Allinéi, Golfe-Juan Affluence : 90 spectateurs Arbitres : Olivier Maccario et Abdel Hamzaoui |
| 21 janvier 2020 20h00 | Rapport | Diego Vebobe, 16 Léo Maginot, 9 Axel Trifogli, 5 Diego Vebobe, 16 | Points Rebonds Passes d. Évaluation | Smith, Rougeau, 16 Maodo Nguirane, 10 Mourad El Mabrouk, 4 Terry Smith, 18 |  | Gymnase Allinéi, Golfe-Juan Affluence : 90 spectateurs Arbitres : Olivier Maccario et Abdel Hamzaoui |

| 21 janvier 2020 20h00 | Rapport | AS Denain-Voltaire (Pro B)                                              | 74–95                               | Champagne Châlons Reims Basket (Jeep Élite)                                              |  | Salle Jean Degros, Denain Affluence : 1 328 spectateurs Arbitres : Baptiste Carimentrand, Guillaume Collin et Mathieu Hosselet |
| 21 janvier 2020 20h00 | Rapport | Score par quart-temps : 15-29, 20-25, 22-13, 17-28                      |                                     |                                                                                          |  | Salle Jean Degros, Denain Affluence : 1 328 spectateurs Arbitres : Baptiste Carimentrand, Guillaume Collin et Mathieu Hosselet |
| 21 janvier 2020 20h00 | Rapport | Score par mi-temps : 35-54, 39-41                                       |                                     |                                                                                          |  | Salle Jean Degros, Denain Affluence : 1 328 spectateurs Arbitres : Baptiste Carimentrand, Guillaume Collin et Mathieu Hosselet |
| 21 janvier 2020 20h00 | Rapport | Jean-Philippe Dally, 15 Shawn King, 11 Marquis Wright, 6 Shawn King, 20 | Points Rebonds Passes d. Évaluation | Jimmy Baron, 18 Jean-Baptiste Maille, 8 Jean-Baptiste Maille, 9 Jean-Baptiste Maille, 19 |  | Salle Jean Degros, Denain Affluence : 1 328 spectateurs Arbitres : Baptiste Carimentrand, Guillaume Collin et Mathieu Hosselet |

| 21 janvier 2020 20h00 | Rapport | SLUC Nancy (Pro B)                                                                   | 67–69                               | Boulazac Basket Dordogne (Jeep Élite)                              |  | Palais des sports Jean-Weille, Nancy Affluence : 1 889 spectateurs Arbitres : Ahmed Ait Bari, Bernardo Lopes et Michael Milliot |
| 21 janvier 2020 20h00 | Rapport | Score par quart-temps : 12-14, 17-23, 23-20, 15-12                                   |                                     |                                                                    |  | Palais des sports Jean-Weille, Nancy Affluence : 1 889 spectateurs Arbitres : Ahmed Ait Bari, Bernardo Lopes et Michael Milliot |
| 21 janvier 2020 20h00 | Rapport | Score par mi-temps : 29-37, 38-32                                                    |                                     |                                                                    |  | Palais des sports Jean-Weille, Nancy Affluence : 1 889 spectateurs Arbitres : Ahmed Ait Bari, Bernardo Lopes et Michael Milliot |
| 21 janvier 2020 20h00 | Rapport | Enzo Goudou-Sinha, 15 Williams Narace, 11 Mérédis Houmounou, 6 Enzo Goudou-Sinha, 17 | Points Rebonds Passes d. Évaluation | Kevin Harley, 27 Frank Hassell, 12 Kyle Gibson, 4 Kevin Harley, 34 |  | Palais des sports Jean-Weille, Nancy Affluence : 1 889 spectateurs Arbitres : Ahmed Ait Bari, Bernardo Lopes et Michael Milliot |

| 29 janvier 2020 20h00 | Rapport | Metropolitans 92 (Jeep Élite)                                             | 102–96                              | JL Bourg-en-Bresse (Jeep Élite)                                                | ap | Palais des sports Marcel-Cerdan, Levallois-Perret Affluence : 1 800 spectateurs Arbitres : Freddy Lepercq, Edgard Ceccarelli et Hugues Thepenier |
| 29 janvier 2020 20h00 | Rapport | Score par quart-temps : 18-19, 21-21, 25-29, 18-13 ; prolongation : 20-14 |                                     |                                                                                | ap | Palais des sports Marcel-Cerdan, Levallois-Perret Affluence : 1 800 spectateurs Arbitres : Freddy Lepercq, Edgard Ceccarelli et Hugues Thepenier |
| 29 janvier 2020 20h00 | Rapport | Score par mi-temps : 39-40, 43-42                                         |                                     |                                                                                | ap | Palais des sports Marcel-Cerdan, Levallois-Perret Affluence : 1 800 spectateurs Arbitres : Freddy Lepercq, Edgard Ceccarelli et Hugues Thepenier |
| 29 janvier 2020 20h00 | Rapport | Bastien Pinault, 23 Vitalis Chikoko, 10 Donta Smith, 8 Donta Smith, 25    | Points Rebonds Passes d. Évaluation | Danilo Anđušić, 25 Pelos, Carmichael, 7 Anđušić, Carapic, 4 Danilo Anđušić, 22 | ap | Palais des sports Marcel-Cerdan, Levallois-Perret Affluence : 1 800 spectateurs Arbitres : Freddy Lepercq, Edgard Ceccarelli et Hugues Thepenier |

## Top 8 - Quarts de finale
Ce tour se dispute le 21 mars 2020. Les quatre vainqueurs des huitièmes de finale ainsi que les quatre vainqueurs du tour préliminaire se rencontrent à ce stade de la compétition.
| 21 mars 2020 13h00 |  | Champagne Châlons Reims Basket (Jeep Élite) | vs. | JDA Dijon (Jeep Élite) |  | Arena Loire, Trélazé |

| 21 mars 2020 15h30 |  | Nantes Basket Hermine (Pro B) | vs. | Metropolitans 92 (Jeep Élite) |  | Arena Loire, Trélazé |

| 21 mars 2020 18h00 |  | AS Monaco (Jeep Élite) | vs. | Boulazac Basket Dordogne (Jeep Élite) |  | Arena Loire, Trélazé |

| 21 mars 2020 20h30 |  | Limoges CSP (Jeep Élite) | vs. | SIG Strasbourg (Jeep Élite) |  | Arena Loire, Trélazé |

## Top 8 - Demi-finales
Ce tour se dispute le 22 mars 2020.
| 22 mars 2020 20h00 |  | - | vs. | - |  | Arena Loire, Trélazé |

| 22 mars 2020 20h00 |  | - | vs. | - |  | Arena Loire, Trélazé |

## Finale
La finale se dispute le 25 avril 2020.
| 25 avril 2020 20h30 |  | - | vs. | - |  | AccorHotels Arena, Paris |

## Synthèse

### Localisation des clubs engagés
| [[Fichier:France location map-Regions and departements-2016.svg\|750px\|{{#if:\|{{{alt}}}\|Coupe de France de basket-ball 2019-2020 est dans la page France.]]Boulazac BD Élan Chalon Cholet JDA Dijon Gravelines-Dunk. Le Mans SB ESSM Le Portel Limoges CSP AS Monaco Orléans LB Élan béarnais SIG Strasbourg Châlons-Reims Antibes ADA Blois AS Denain ALM Évreux Fos Provence Lille MBC SLUC Nancy Nantes BH Poitiers B86 UJAP Quimper Rouen MB BC Souffel. Saint-Quentin BB JA Vichy-Clermont BC Gries-Ober. BC Orchies Mulhouse-Pfastatt Besançon AC C' Chartres US Avignon-Le P. AS Kaysersberg La Charité B58 GET Vosges SOM Boulogne Toulouse BC STB Le Havre Dax Gamarde Union Tours BM Tarbes-Lourdes Caen BC Stade rochelais CEP Lorient Étoile Angers Vendée Challans JSA Bordeaux Aurore de Vitré AC Golfe-Juan Localisation des clubs engagés (hors Île-de-France et Rhône-Alpes) | [[Fichier:Ile-de-France_region_location_map.svg\|300px\|{{#if:\|{{{alt}}}\|Coupe de France de basket-ball 2019-2020 est dans la page Île-de-France.]]Metropolitans 92 Nanterre 92 Paris Basketball Rueil AC Stade de Vanves Cergy-Pont. BB Localisation des clubs d'Île-de-France · [[Fichier:Rhône-Alpes region location map.svg\|300px\|{{#if:\|{{{alt}}}\|Coupe de France de basket-ball 2019-2020 est dans la page Rhône-Alpes.]]St-Vallier BD St-Chamond ALSB Andrézieux BC Montbrison Chorale Roanne Aix-Maurienne ASVEL SO Pont-de-C. EF Feurs JL Bourg Localisation des clubs de Rhône-Alpes \| Légende Tour préliminaire et 64es de finale 32es de finale 16es de finale 8es de finale Quarts de finale Demi-finales Finaliste Vainqueur En gras : Encore en lice \| |
| Légende Tour préliminaire et 64es de finale 32es de finale 16es de finale 8es de finale Quarts de finale Demi-finales Finaliste Vainqueur En gras : Encore en lice | |

### Bilan par divisions
| Division   | Engagés | Qualifiés en          | Qualifiés en          | Qualifiés en          | Qualifiés en          | Qualifiés en          | Qualifiés en          | Qualifiés en          | Qualifiés en          |
| Division   | Engagés | 64e de finale         | 32e de finale         | 16e de finale         | 8e de finale          | Quart de finale       | Demi-finale           | Finale                | Vainqueur             |
| Jeep Élite | 18      | 4                     | 10                    | 8                     | 4                     | 7                     | ≥ 3                   | ≥ 1                   |                       |
| Pro B      | 18      | 18                    | 13                    | 5                     | 3                     | 1                     |                       |                       |                       |
| NM1        | 27      | 27                    | 7                     | 2                     | Aucune équipe engagée | Aucune équipe engagée | Aucune équipe engagée | Aucune équipe engagée | Aucune équipe engagée |
| NM2        | 3       | 3                     | 2                     | 1                     | 1                     | Aucune équipe engagée | Aucune équipe engagée | Aucune équipe engagée | Aucune équipe engagée |
| NM3        | 0       | Aucune équipe engagée | Aucune équipe engagée | Aucune équipe engagée | Aucune équipe engagée | Aucune équipe engagée | Aucune équipe engagée | Aucune équipe engagée | Aucune équipe engagée |